# Гуриев, Владимир Владимирович
Влади́мир Влади́мирович Гури́ев (род. 14 июля 1976, Краснодар) — российский журналист, заместитель главного редактора и один из ведущих авторов еженедельника «Компьютерра». Автор многочисленных статей в научно-популярной прессе, посвящённых современной науке и высоким технологиям.

## Биография
- 1976 — родился.
- С 1998 года печатается в журнале «Компьютерра».
- 2001—2003 — главный редактор газеты «Компьютерра Плюс».
- 2003—2007 — заместитель главного редактора журнала «Компьютерра».
- 2007—2008 — главный редактор журнала «Компьютерра».
- 2008—2009 — вновь заместитель главного редактора журнала «Компьютерра».
- С 2010 — работает в Яндекс.

## Публицистическая деятельность
Владимир Гуриев является автором нескольких сотен статей, опубликованных в популярных изданиях издательского дома «Компьютерра»: «Компьютерра», «Домашний компьютер», «Инфобизнес», «CIO», «Бизнес-журнал».
В 2018 году в издательстве «Бомбора» вышла его книга «Очень простое открытие. Как превращать возможности в проблемы», в которой опубликованы тексты, ранее появлявшиеся в его соцсетях.